# Meridià 91 a l'est
El meridià 91 a l'est de Greenwich és una línia de longitud que s'estén des del pol Nord travessant l'oceà Àrtic, Àsia, l'oceà Índic, l'oceà Antàrtic i l'Antàrtida fins al pol Sud.
El meridià 91 a l'est forma un cercle màxim amb el meridià 89 a l'oest. Com tots els altres meridians, la seva longitud correspon a una semicircumferència terrestre, uns 20.003,932 km. Al nivell de l'Equador, és a una distància del meridià de Greenwich de 10.130 km.

## De Pol a Pol
Començant en el pol Nord i dirigint-se cap al pol Sud, aquest meridià travessa:
| Coordenades                             | País, territori o mar        | Notes |
| --------------------------------------- | ---------------------------- | --- |
| 90° 0′ N, 91° 0′ E / 90.000°N,91.000°E  | Oceà Àrtic                   | |
| 81° 13′ N, 91° 0′ E / 81.217°N,91.000°E | Rússia                       | Krai de Krasnoiarsk — Illa Schmidt, Terra del Nord |
| 81° 2′ N, 91° 0′ E / 81.033°N,91.000°E  | Mar de Kara                  | Passa a l'oest de l'illa Pioner, Terra del Nord, Krai de Krasnoiarsk, Rússia |
| 79° 34′ N, 91° 0′ E / 79.567°N,91.000°E | Rússia                       | Krai de Krasnoiarsk — Arxipèlag Sedov, Terra del Nord |
| 79° 32′ N, 91° 0′ E / 79.533°N,91.000°E | Mar de Kara                  | Passa a l'est de les illes Kírov, Krai de Krasnoiarsk, Rússia |
| 75° 36′ N, 91° 0′ E / 75.600°N,91.000°E | Rússia                       | Krai de Krasnoiarsk Khakàssia — des de 54° 37′ N, 91° 0′ E / 54.617°N,91.000°E Krai de Krasnoiarsk — des de 52° 37′ N, 91° 0′ E / 52.617°N,91.000°E Tuvà — des de 51° 56′ N, 91° 0′ E / 51.933°N,91.000°E |
| 50° 28′ N, 91° 0′ E / 50.467°N,91.000°E | Mongòlia                     | |
| 46° 46′ N, 91° 0′ E / 46.767°N,91.000°E | República Popular de la Xina | Xinjiang |
| 46° 25′ N, 91° 0′ E / 46.417°N,91.000°E | Mongòlia                     | |
| 46° 8′ N, 91° 0′ E / 46.133°N,91.000°E  | República Popular de la Xina | Xinjiang - per uns 16 km (9.9 mi) |
| 46° 0′ N, 91° 0′ E / 46.000°N,91.000°E  | Mongòlia                     | |
| 45° 12′ N, 91° 0′ E / 45.200°N,91.000°E | República Popular de la Xina | Xinjiang Qinghai — des de 38° 42′ N, 91° 0′ E / 38.700°N,91.000°E Xinjiang — des de 37° 30′ N, 91° 0′ E / 37.500°N,91.000°E Qinghai — des de 36° 55′ N, 91° 0′ E / 36.917°N,91.000°E Xinjiang — des de 36° 33′ N, 91° 0′ E / 36.550°N,91.000°E Qinghai — des de 36° 6′ N, 91° 0′ E / 36.100°N,91.000°E Tibet — des de 33° 14′ N, 91° 0′ E / 33.233°N,91.000°E, Passa a l'oest de Lhasa (at 29° 39′ N, 91° 8′ E / 29.650°N,91.133°E) |
| 28° 0′ N, 91° 0′ E / 28.000°N,91.000°E  | Bhutan                       | |
| 26° 47′ N, 91° 0′ E / 26.783°N,91.000°E | Índia                        | Assam Meghalaya — des de 25° 53′ N, 91° 0′ E / 25.883°N,91.000°E |
| 25° 11′ N, 91° 0′ E / 25.183°N,91.000°E | Bangladesh                   | Continent i illes del delta del Ganges |
| 21° 14′ N, 91° 0′ E / 21.233°N,91.000°E | Oceà Índic                   | |
| 60° 0′ S, 91° 0′ E / 60.000°S,91.000°E  | Oceà Antàrtic                | |
| 66° 37′ S, 91° 0′ E / 66.617°S,91.000°E | Antàrtida                    | Territori Antàrtic Australià, reclamada per Austràlia |